# Чу (река)
Чу (кирг. Чүй — Чюй; каз. Шу — Шу) — река, берущая начало в ледниках Тескей-Ала-Тоо и Киргизского хребта. Образуется слиянием рек Джоонарык и Кочкор в Кочкорской впадине.
Начало и питание река получает, протекая по горным районам Кыргызстана, в среднем течении по Чуйской долине река служит государственной границей между Кыргызстаном и Казахстаном, а в нижнем течении теряется в песках пустыни Мойынкум в южном Казахстане.

## Этимология
Распространена этимология названия реки от тибетского, китайского «чу» или «шу», обозначающего «вода, река». Е. Койчубаев предполагает образование от этнонима — одного из тюркских родоплеменных наименований: чу, чуе, шу, шуй..

## География

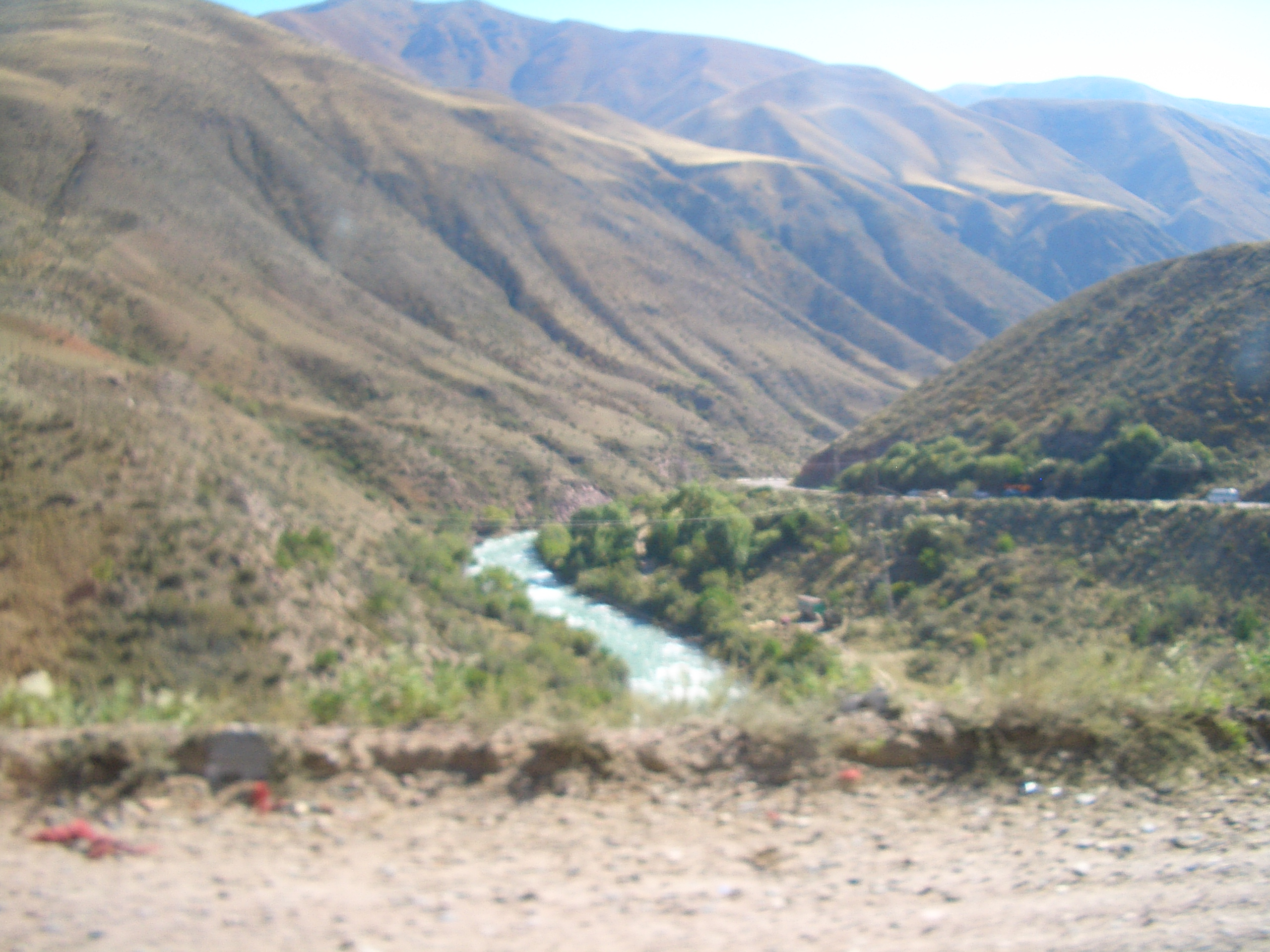
Река Чу в Боомском ущелье, Кыргызстан

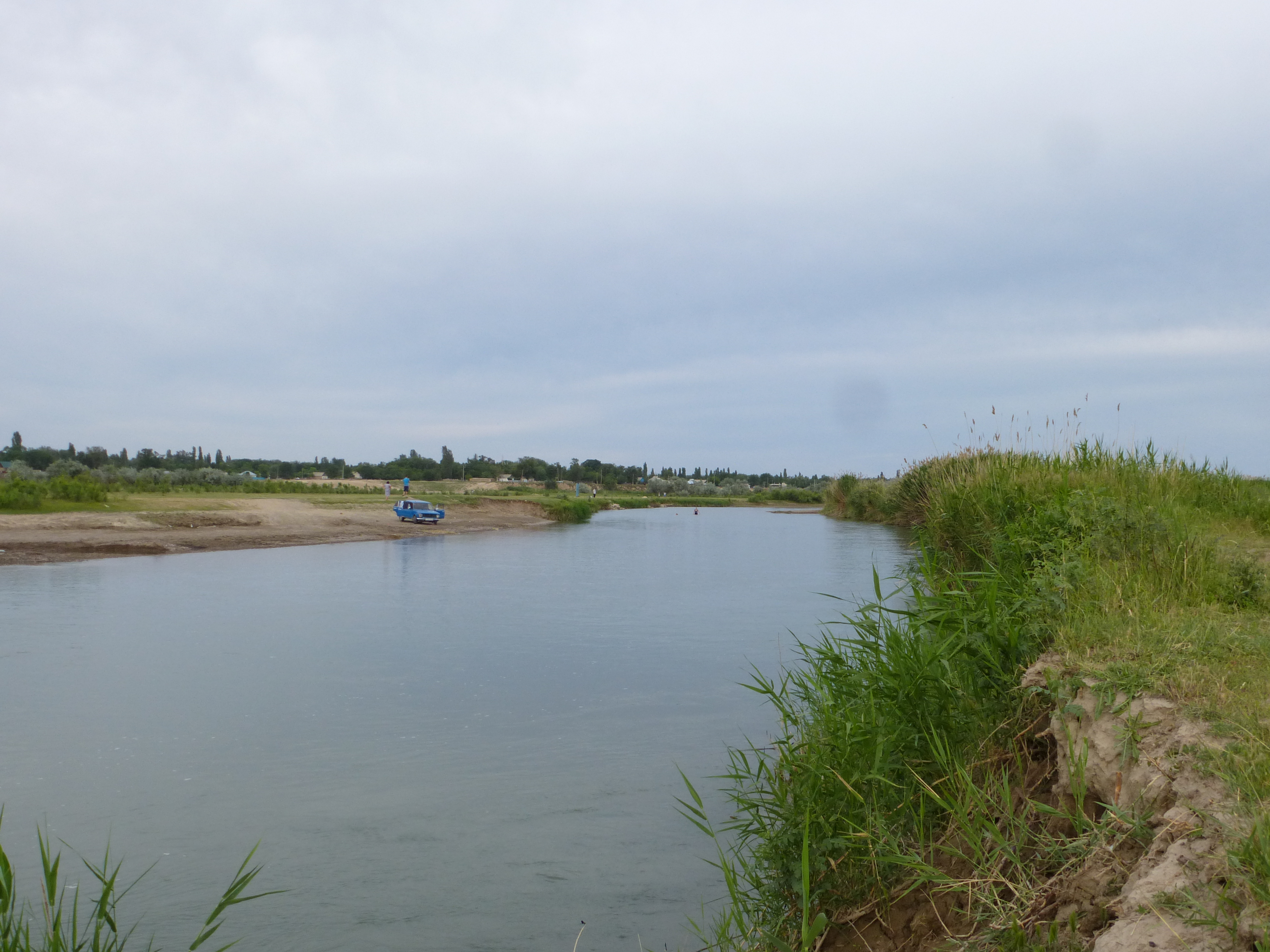
Река Шу возле посёлка Кайнар, Казахстан

Чу протекает по территориям Кыргызстана и Казахстана. Длина реки — 1186 км, из них в пределах Казахстана — 800 км. Площадь водосборного бассейна — 67 500 км². Основные притоки: справа — Чон-Кемин, Ыргайты, Какпатас; слева — Аламедин, Аксу, Курагаты.
По ущельям Верхне- и Нижне-Ортотокойское Чу попадает в Иссык-Кульскую котловину. До начала 1950-х годов в половодье часть стока Чу по рукаву Кутемалды шла в озеро Иссык-Куль. В настоящее время, не доходя до озера Иссык-Куль 5—6 км, река у города Балыкчы разворачивается на северо-запад, пройдя урочище Капчигай, и через Боомское ущелье выходит в Чуйскую долину. В среднем своём течении река служит границей между Кыргызстаном и Казахстаном. В нижнем течении река течёт по казахстанской территории, где долина реки расширяется до 3—5 км, заболачивается и, образуя северную границу пустыни Мойынкум, пересыхает в песках, лишь во время паводка впадая в бессточное солёное озеро Акжайкын среди обширных солончаков Ащыкольской впадины.
Среднегодовой расход воды при выходе из гор — около 130 м³/с, наносов — около 60 кг/с. Питание реки ледниково-снеговое и от подземного стока. Половодье в мае — сентябре. В Казахстане с начала августа до конца ноября река пересыхает. В Кыргызстане в 1958 году построен оросительно-ирригационный канал БЧК (Большой Чуйский канал), берущий воду из реки Чу на киргизской стороне и орошающий поля Чуйской области.

## Притоки
- Чон-Кемин
- Кичи-Кемин
- Ысык-Ата
- Аламедин
- Аксу
- Ала-Арча
- Сокулук

## Водохранилища
На реке существуют два водохранилища — Орто-Токойское (Кыргызстан) и Тасоткельское (Казахстан), а также многочисленные оросительные каналы (на орошение расходуется 55 % стока). На плотине Тасоткельского водохранилища 16 мая 2013 года запущена ГЭС: мощность — 9,2 МВт, среднегодовая выработка — 45,6 млн кВт⋅ч. На отходящих от реки каналах в Кыргызстане построены Аламединский каскад ГЭС и Быстровская ГЭС.

## Населённые пункты

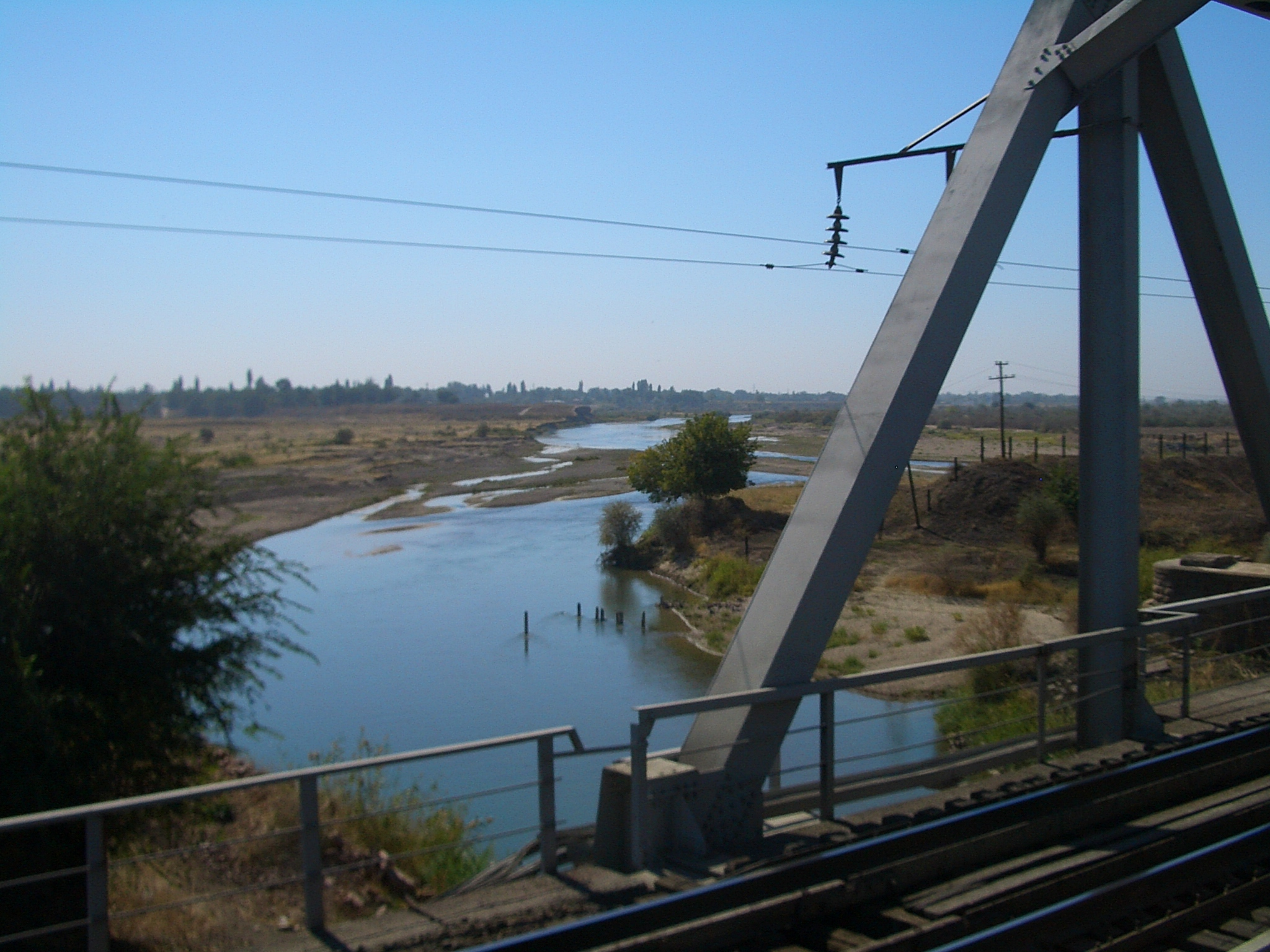
Железнодорожный мост через реку Шу у одноимённого города, Казахстан

На реке Чу стоят населённые пункты: киргизские Кочкорка, Кемин, Токмак и казахстанские Кордай, Шу, Толе Би.

## Река Чу в культуре

### В литературе
В сборнике киргизских сказок есть сказка об упрямой красавице-реке Чу.

### В музыке
Песня Тогжан Муратовой «На берегу Чу». Песня «Шудың бойында».